# Neurergus microspilotus
Neurergus microspilotus é uma espécie de anfíbio caudado pertencente à família Salamandridae. Endêmica do Irã.